# Arvo Lehesmaa

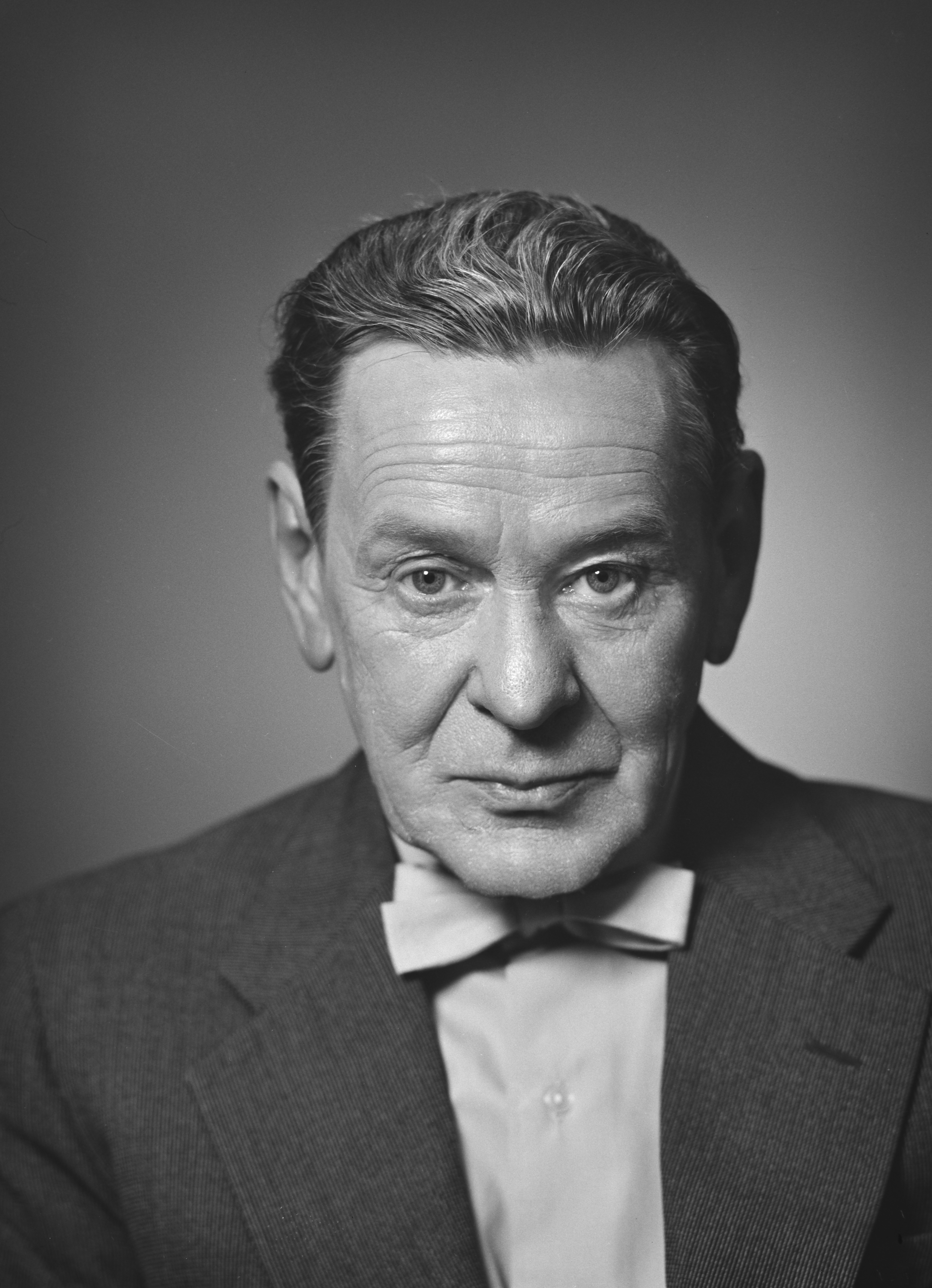
Arvo Lehesmaa en 1961

Arvo Lehesmaa (22 de octubre de 1901 – 18 de mayo de 1973) fue un actor teatral, cinematográfico y televisivo finlandés.

## Biografía
Su verdadero nombre era Arvo Aleksander Nylund, y nació en Pori, Finlandia. Distinguido actor teatral, desde 1940 actuó también en el cine, y con más de 80 actuaciones, fue uno de los intérpretes más prolíficos de la cinematografía finlandesa. Trabajó principalmente en películas de la productora Suomen Filmiteollisuus, interpretando papeles dramáticos y de comedia con directores como Matti Kassila, Ville Salminen y Edvin Laine. 
Entre las actuaciones teatrales de mayor éxito de Lehesmaan figuran sus papeles de Esko en Nummisuutarit y Yago en Otelo, y entre las cinematográficas sus papeles como Hector en Mikä yö (1945), Modig en Pitkäjärveläiset (1951), Tsalkku-Nilla en Valkoinen peura (1952), Sinimaa en Viisi vekkulia (1956), y Volmar-vaari en Taas tapaamme Suomisen perheen (1959). Lehesmaa es también recordado por su trabajo en comedias dirigidas por Aarne Tarkas en los años 1960, y por sus pequeños papeles en películas de la serie Pekka Puupää. Su última actuación cinematográfica tuvo lugar en la película de Edvin Laine Täällä Pohjantähden alla (1968).  
Arvo Lehesmaa falleció en Helsinki, Finlandia, en el año 1973. Había estado casado con la actriz Aino-Inkeri Notkola desde 1926.

## Filmografía (selección)
- 1940 : Lapseni on minun
- 1940 : Eulalia-täti
- 1941 : Ryhmy ja Romppainen
- 1941 : Viimeinen vieras
- 1943 : Jees ja just
- 1943 : Kirkastettu sydän
- 1944 : Kuollut mies vihastuu
- 1945 : Mikä yö!
- 1945 : Linnaisten vihreä kamari
- 1946 : ”Minä elän”
- 1947 : Suopursu kukkii
- 1947 : Särkelä itte
- 1948 : Ruusu ja kulkuri
- 1948 : Laitakaupungin laulu
- 1949 : Prinsessa Ruusunen
- 1949 : Serenaadiluutnantti
- 1949 : Ruma Elsa
- 1949 : Aaltoska orkaniseeraa
- 1950 : Tanssi yli hautojen
- 1950 : Maija löytää sävelen
- 1950 : Katarina kaunis leski
- 1951 : Radio tekee murron
- 1951 : Pitkäjärveläiset
- 1951 : Vain laulajapoikia
- 1951 : Sadan miekan mies
- 1952 : Yhden yön hinta
- 1952 : Valkoinen peura
- 1952 : Radio tulee hulluksi
- 1953 : Pekka Puupää
- 1953 : Sillankorvan emäntä
- 1953 : Alaston malli karkuteillä
- 1954 : Herrojen Eeva
- 1954 : Minäkö isä!
- 1954 : Hilmanpäivät
- 1955 : Ryysyrannan Jooseppi
- 1955 : Pekka ja Pätkä pahassa pulassa
- 1955 : Rakas lurjus
- 1955 : Helunan häämatka
- 1955 : Kukonlaulusta kukonlauluun
- 1956 : Viisi vekkulia
- 1957 : Herra sotaministeri
- 1957 : Risti ja liekki
- 1958 : Pekka ja Pätkä miljonääreinä
- 1958 : Mies tältä tähdeltä
- 1959 : Taas tapaamme Suomisen perheen
- 1959 : Kovaa peliä Pohjolassa
- 1960 : Molskis, sanoi Eemeli, molskis!
- 1930 : Komisario Palmun erehdys
- 1960 : Isaskar Keturin ihmeelliset seikkailut
- 1961 : Olin nahjuksen vaimo
- 1961 : Kertokaa se hänelle...
- 1962 : Älä nuolase...
- 1968 : Täällä Pohjantähden alla
- 1973 : Pohjantähti